# Pistolet QSZ 92
QSZ-92 – chiński pistolet samopowtarzalny. Powstał około roku 1994 a w końcu lat dziewięćdziesiątych przyjęty został przez armię chińską jako broń służbowa. Pistolet dostępny jest w dwóch kalibrach: najpopularniejszym 9 x 19 mm Parabellum i 5,8 mm (QSZ-92-5.8).

## Konstrukcja
Pistolet działa na zasadzie krótkiego odrzutu lufy. Mechanizm spustowy z kurkiem zewnętrznym typu Double Action. Ryglowany jest przez obrót lufy. Szkielet zbudowany jest z polimerów, który służy jedynie jako osłona dla stalowego szkieletu wewnętrznego, w którym umieszczono mechanizmy. Pistolet posiada bezpiecznik skrzydełkowy umieszczony w górnej części chwytu po obu stronach. Dwurzędowy, pudełkowy magazynek mieści 15 nabojów zarówno w wersji 9x19mm jak i nowy chiński nabój do broni klasy PDW kalibru 5,8mm. Pod lufą umieszczona została również szyna Picatinny umożliwiająca zamontowanie dodatkowych akcesoriów. Przyrządy celownicze stałe.